# کوخن‌لاند
کوخن‌لاند (به هلندی: Koggenland) یک شهرستان در هلند است که در هلند شمالی واقع شده‌است. کوخن‌لاند −۳ متر بالاتر از سطح دریا واقع شده‌است.